# Brett Chapman
Brett A. Chapman (Oklahoma, 1983) és un advocat estatunidenc d'ascendència ameríndia, significat en les reivindicacions de drets civils i l'autodeterminació dels pobles amerindis dels Estats Units d'Amèrica.

## Orígens
Chapman va néixer i créixer a Oklahoma i és de llinatge ponca, pawnee i kiowa. És descendent directe del cap White Eagle (1840-1914), «el famós cap de la tribu ponca de les grans planúries, conegut per la seva objecció manifesta al confinament del seu poble a les reserves i el seu paper en la subsegüent sentència d'igualtat per al poble amerindi a la dècada de 1870». White Eagle va ser el cap hereditari durant el Camí de llàgrimes dels ponca de 1877. Aquest trasllat forçat va comportar la mort de 300 persones. Entre les defuncions va constar l'esposa de White Eagle i quatre dels seus fills. També va ser el pare de White Eagle, Iron Whip, qui va signar el 1865 el tractat violat amb el president Abraham Lincoln i va ser el primer amerindi en una desfilada inaugural presidencial a la segona investidura de Lincoln.
White Eagle i Standing Bear van lluitar als Estats Units per la llibertat de deixar els confins de la seva reserva al Territori Indi i tornar a les seves terres ancestrals de Nebraska. En l'històric cas Standing Bear contra Crook de 1879, sobre drets civils, els ponca es van convertir en els primers amerindis a ser legalment reconeguts com a «persones» d'acord a l'imperi de la llei i van adquirir civils gràcies a la Constitució. La controvèrsia sobre el Camí de llàgrimes dels Ponca també va obligar el president Rutherford B. Hayes a posar fi a l'antiga política de deportació d'amerindis del president Andrew Jackson que va començar el 1830 amb la seva controvertida Llei de Deportació d'Indis. White Eagle va ser acreditat com a responsable del canvi de política del govern.
Chapman va assistir a una escola pública a l'Oklahoma rural i va obtenir el títol de grau a la Universitat d'Oklahoma el 2007 i el grau de juris doctor a la Universitat de Tulsa-College of Law el 2010.

## Trajectòria
Chapman va començar la seva carrera com a advocat adjunt del districte a Oklahoma i va processar homicidis, violència contra les dones i delictes contra infants. El 2012, l'Oklahoma Rape Crisis Center Help in Crisis va lliurar-li el Premi Mark Keeley a l'home més destacat en la defensa contra la violència domèstica per haver defensat la causa contra la violència a l'est d'Oklahoma. El 2015 va processar dos casos que van donar lloc a la promulgació de sentència al major tribunal d'apel·lació d'Oklahoma. En el primer, va dirigir una apel·lació que va fer que la llei d'Oklahoma es referís a quan els agents de policia poden fer detencions o dur a terme detencions temporals sobre la base de la informació proporcionada per informants anònims al cas State contra Alba, 341 F.3d 91, 401 (Okla. Crim. App 2015). En el segon cas, el Tribunal d'Apel·lacions Penals d'Oklahoma va confirmar la constitucionalitat d'una llei d'Oklahoma de 2010 que crea una zona de seguretat al voltant de certs llocs freqüentats per infants, com ara escoles, llars d'infants i parcs infantils, prohibint l'aproximació de delinqüents sexuals registrats a menys de 500 peus, arran del cas Weeks contra State, 362 P.3d 650 (Okla. Crim. App. 2015).
Posteriorment, es va traslladar a la pràctica civil on va representar empreses ferroviàries i un treball de pràctiques a Tulsa centrat en la defensa penal i els litigis sobre drets civils.

### Defensa dels nadius americans
També s'ha manifestat públicament com a defensor dels nadius americans en temes de sobirania, la controvèrsia de la mascota dels nadius americans i l'adequada representació dels nadius americans en un context històric i contemporani. Va ser entrevistat pel The Daily Oklahoman sobre la importància de la col·locació d'una estàtua de bronze de Standing Bear al National Statuary Hall del Capitoli dels Estats Units, com a figura central del cas Standing Bear contra Crook (1879), gràcies al qual els nadius americans van ser reconeguts com a persones amb igualtat de drets que la resta d'estatunidencs. El desembre de 2019 va declarar en una entrevista al programa de ràdio The World de l'emissora estatunidenca Public Radio International (PRI) que el president turc Recep Tayyip Erdoğan s'apropiava de la història dels nadius americans després de fer una declaració pública que reconeixeria formalment el genocidi dels nadius americans en represàlia pel reconeixement del genocidi armeni de 1915 al Senat dels Estats Units.

#### Conflicte sobre la mascota ameríndia
El 2018 va dirigir l'esforç per retirar una mascota ameríndia a l'escola de secundària Maine West de Des Plaines, a Illinois, després de veure una imatge d'un estudiant amb un vestit del cap Illiniwek realitzant una dansa en una assemblea de secundària. Chapman va descobrir que els administradors de la Maine West havien estat reclamant durant anys l'aprovació de la Nació Cherokee per utilitzar les imatges ameríndies. Després de verificar que mai havia existit aquesta aprovació, es va posar en contacte amb un periodista del Chicago Tribune, desencadenant una reacció a les xarxes socials que va portar la Maine West al debat nacional sobre l'apropiació cultural. El periòdic va publicar la història en portada de l'edició del 6 d'abril de 2018 amb Chapman manifestant que la mascota «comerciava amb imatges estereotipades per a ús d'entreteniment». Chapman va dir que aquest cas en particular era especialment flagrant perquè «aquests educadors afirmen tenir alguna autoritat moral d'una nació, d'una tribu reconeguda legalment» per utilitzar les imatges, que ell va denominar una «completa enganyifa». La població estudiantil ameríndia de la Maine West —encara que un petit percentatge de la població total— va recolzar l'esforç de treure la mascota i, el 10 d'abril va ajudar a Chapman proporcionant-li altres exemples d'imatges ofensives a l'escola com ara murals i pals de tòtem. Chapman va dir als periodistes que «continuar per sancionar la dansa seria similar a l'elecció de l'escola per honorar una tradició de burla sobre els seus estudiants». La controvèrsia va continuar durant les següents tres setmanes fins que, l'1 de maig de 2018, la Maine West va anunciar la retirada de la mascota i les imatges ameríndies. Alguns partidaris de mantenir la mascota van expressar consternació dient que la decisió era «realment descoratjadora» mentre que d'altres acusaven els detractors d'«esborrar la història». Chapman va dir al Chicago Tribune, «felicito l'administració local per haver pres mesures molt ràpidament» després que els administradors van expressar que la seva decisió era per realitzar un «canvi cultural més ampli» sobre les mascotes de temàtica ameríndia. El 19 de juny de 2019, el Journal & Topics va informar que tota la iconografia de temàtica ameríndia de la Maine West s'estaven «esvaint» en un article que incloïa una fotografia d'uns treballadors pintant sobre un gran mural amerindi dins l'escola.

#### Autodeterminació de Catalunya
El 2019 es va reunir amb el president de la Generalitat de Catalunya Quim Torra a Washington DC durant la visita oficial del líder europeu als Estats Units. Torra, Chapman i el diplomàtic i lingüista Josep Alay van debatre qüestions mútues a les quals s'enfrontaven catalans i nadius americans, incloent la revitalització lingüística, la identitat cultural, els drets humans i el moviment no violent de Catalunya per determinar el seu propi futur com a poble únic a Europa. Chapman també va demanar que el Govern de Catalunya denunciés tots els colonitzadors catalanoparlants que van participar en abusos espanyols durant la colonització espanyola d'Amèrica. Després, Torra va tuitejar «els catalans sempre estan al costat dels drets de les nacions ameríndies», i el 29 d'abril de 2019 el Govern de Catalunya va emetre una condemna dels «abusos comesos contra les poblacions i pobles originals de les Amèriques» durant la colonització europea, dient que «deplorava» el paper exercit pels comerciants d'esclaus catalans.
El 28 de novembre de 2018, Chapman va dirigir la crítica ameríndia del ministre d'afers exteriors espanyol Josep Borrell després d'afirmar que els Estats Units «només havien de matar quatre indis» per aconseguir la independència i la unitat nacional. D'acord amb els mitjans de comunicació europeus, «Després de citar el que ell descriu com una "difusió de merda", Chapman va preguntar "què li passa a aquest home?"» i Carles Puigdemont —el president de Catalunya exiliat després del referèndum sobre la independència de Catalunya de 2017— va respondre a Chapman dient «"què li passa a aquest home?" és exactament la mateixa pregunta que la majoria dels catalans es fan a si mateixos». En una entrevista als mitjans de comunicació de Barcelona, Chapman va dir que els comentaris de Borrell exhibien «pura ignorància» i va assenyalar el tracte històric d'Espanya amb els nadius americans dient que «Borrell hauria de saber que Espanya va matar molta més gent que quatre indis». L'endemà, Borrell va emetre una disculpa als nadius americans — en anglès.

#### Representació dels amerindis en temes històrics i d'actualitat
Chapman critica retrats injustos o històricament inexactes dels nadius americans en la cultura popular, incloent-hi la crítica de 2019 a l'historiador David McCollough després de la publicació del seu llibre The Pioneers: The Heroic Story of the Settlers Who Brought the American Ideal West. Chapman va dir a l'agència Associated Press que McCullough simplement repetia els mateixos estereotips per justificar el robatori de terres ameríndies que els que van fer els pioners quan la van robar.
Chapman defensa els nadius americans en el debat nacional sobre l'eliminació d'estàtues, memorials i murals. En aquest sentit, assenyala la decisió de 2018 de la Legislatura de Nebraska, controlada pels republicans, de treure una estàtua d'un home blanc (William Jennings Bryan) de la National Statuary Hall Collection del Capitoli dels Estats Units en favor del seu company ponca Standing Bear com a escenari de representació dels nadius americans amb un enfocament adequat, dient que la decisió no partidista d'honrar un esdeveniment significatiu a la història dels Estats Units «ajudarà a difondre la història i ajudarà encara més a tots els estatunidencs a entendre la nostra història».
També defensa canviar el Dia de Colom (12 d'octubre) pel Dia dels Amerindis o Dia dels Pobles Indígenes. El 2018, la Legislatura d'Oklahoma, controlada pels republicans, va aprovar una llei que canviava el nom del Dia de Colom pel del Dia dels Amerindis; no obstant això, l'exgovernador d'Oklahoma Mary Fallin va vetar la norma afirmant que «combinar una nova designació del Dia Amerindi per l'actual Dia de Colom podria ser vist com un intent intencionat de disminuir el suport de novembre que es proclama anualment com a Mes del Patrimoni Amerindi». Chapman va dir que el veto de Fallin a un projecte de llei no partidista «desafiava la lògica» i era una bufetada a la cara dels nadius americans d'Oklahoma per negar-los un dia per commemorar la seva història única.
El 2019, el diari Philadelphia Inquirer va entrevistar-lo per un article del Dia dels Caiguts (Memorial Day) sobre el tinent segon Benjamin Hodgson, un oficial de la 7a Cavalleria enterrat a Filadèlfia. Hodgson va morir el 1876 a la batalla de Little Bighorn, al costat de George Armstrong Custer. Es va preguntar a Chapman si els estatunidencs havien d'honrar els soldats que no lluitaven en defensa del país, sinó per desposseir els pobles indígenes de la seva terra i les seves vides. Chapman va respondre: «No crec que els soldats estatunidencs que oprimien els nadius americans hagin de ser honorats, cap més dels soldats confederats ha de ser honorat per defensar l'esclavitud. L'excusa que els soldats estatunidencs estaven seguint ordres durant les Guerres Índies és una excusa que ja no és acceptable. Sabien el que feien». Chapman va proposar que qualsevol monument d'aquest tipus hagués de comptar amb una placa explicativa per oferir una perspectiva nativa sobre qualsevol soldat estatunidenc involucrat en les Guerres índies: «Va creure en gran part en la missió, que estava totalment arrelada en el supremacisme blanc, ja que aquesta era la base de la política índia dels Estats Units. Una comprensió completa i justa de la història ajudarà els estatunidencs a comprendre els nadius americans".
El 2019 es va manifestar en contra el controvertit mural Life of Washington de San Francisco, obra de l'artista Victor Arnautoff, i va aplaudir la decisió del juny de 2019 de pintar sobre les imatges ofensives de George Washington i els colons estatunidencs que s'estenien sobre el cos mort d'un nadiu americà.